# Caitlyn Jenner
Caitlyn Marie Jenner,  más conocida como Caitlyn Jenner y anteriormente llamado William Bruce Jenner y conocido como Bruce Jenner (Mount Kisco, Nueva York (Estados Unidos), 28 de octubre de 1949- ) es una personalidad de televisión y exdeportista estadounidense que llegó a la fama por sus logros en el atletismo y el automovilismo. Como atleta ganó la medalla de oro en la prueba de decatlón de los Juegos Olímpicos de Montreal 1976, batiendo además el récord del mundo con 8.618 puntos. Miembro del Partido Republicano, Jenner fue la candidata a la gobernación de California en las elecciones revocatorias de 2021.
Ha trabajado en varias series y películas de televisión llegando a ser una celebridad en Estados Unidos, principalmente por su participación en el programa de telerrealidad Keeping Up with the Kardashians.
Miembro del Partido Republicano, Jenner fue candidata a la gobernación de California en las elecciones revocatorias de 2021.
En 2015 culminó un proceso de reasignación de género anunciando públicamente su identidad como mujer y cambiando su nombre de "William Bruce Jenner" al de "Caitlyn Marie Jenner". Desde 2015 a 2016 Jenner protagonizó la serie de telerrealidad, I Am Cait, que se centró en su transición de género.

## Vida personal y profesional

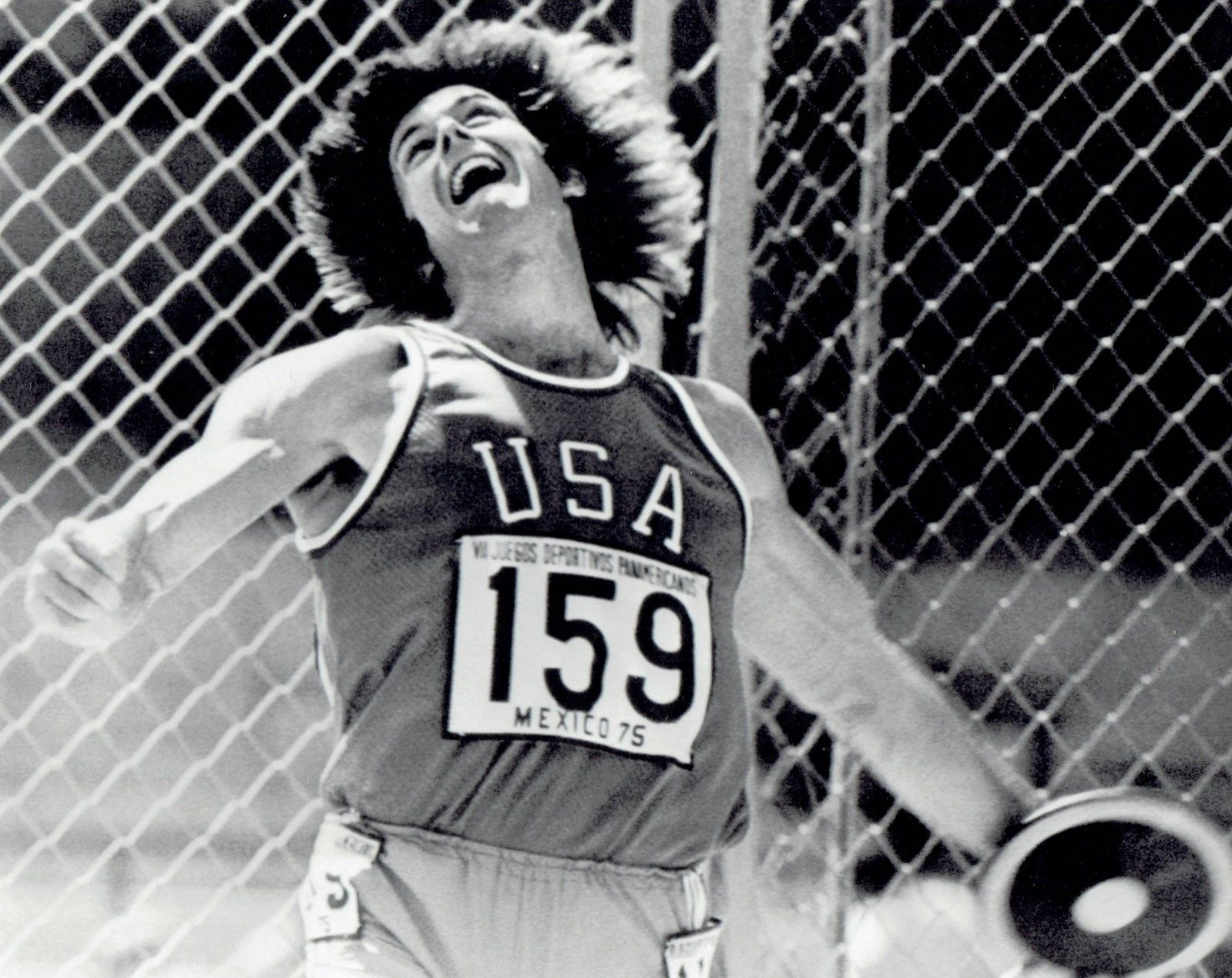
Bruce Jenner en los Juegos Panamericanos de 1975.

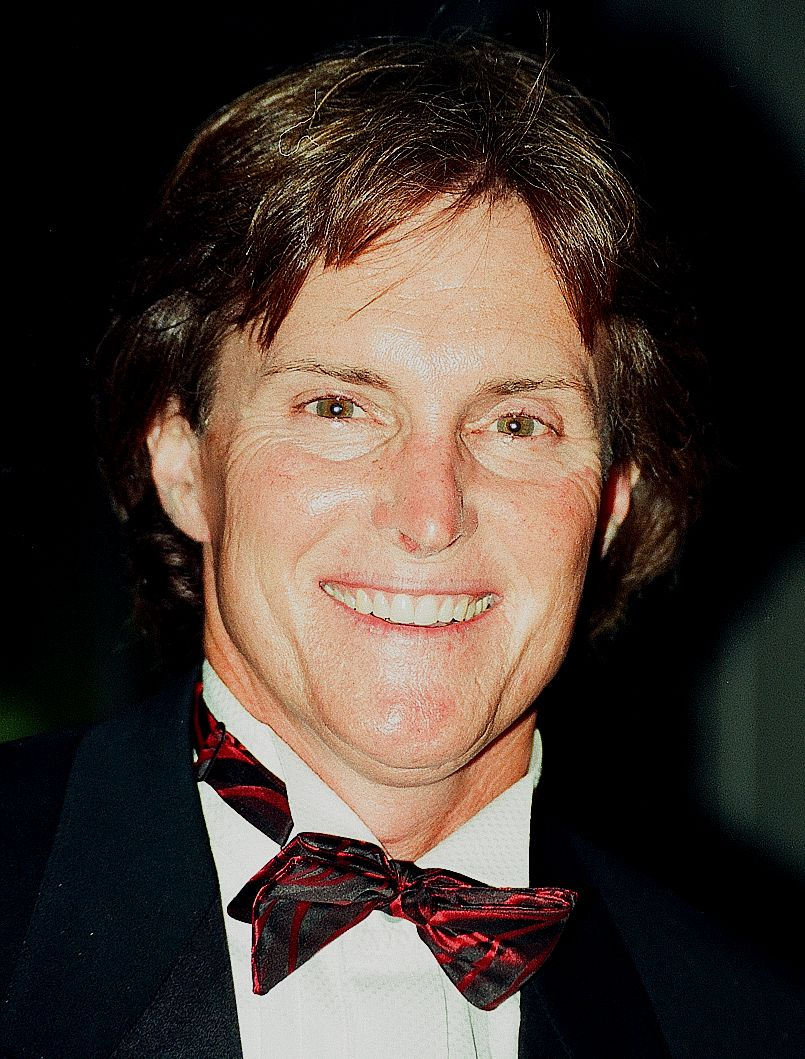
Bruce Jenner en 1996

Nació en la localidad de Tarrytown en el estado de Nueva York en Estados Unidos el 28 de octubre de 1949. Desde joven se dedicó al atletismo y llegó a participar en los Juegos Olímpicos de Montreal el año 1976, en los que ganó la medalla de oro en la prueba de decatlón.
Cuando dejó el atletismo, se dedicó a la televisión, en la que adquirió mucha fama. En 1981 ya había protagonizado varias series y películas para televisión y fue reemplazo de Erik Estrada en la serie de televisión CHiPs. Desde 2007 hasta 2015 participó en el programa de telerrealidad, Keeping Up with the Kardashians.

### Matrimonios y descendencia
En 1992 se casó con Kris Jenner, con la que tuvo dos hijas, Kendall Nicole y Kylie Kristen, adoptando a los cuatro que Kris tenía de una relación anterior (Kourtney Kardashian, Kim Kardashian, Khloé Kardashian y Rob Kardashian). La pareja se separó en 2014, tras 22 años de matrimonio. Jenner, tuvo otros dos matrimonios previos; uno con Chrystie Crownover, con la que tuvo dos hijos, Burton William (1978) y Cassandra Lynn (1980) y otro con Linda Thompson con la que tuvo otros dos hijos, Brandon Thompson y Sam Brody. En total tiene seis hijos y doce nietos.
En septiembre de 2014 se divorció de Kris y se repartieron los bienes de la pareja a partes iguales.

### Transición de género

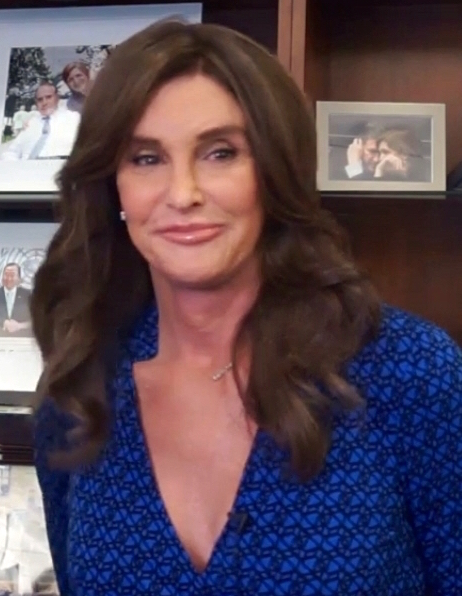
Caitlyn Jenner in 2015

El 24 de abril de 2015 hizo pública la culminación de un proceso de cambios estéticos, cambiando también el nombre y adoptando la condición de mujer. Tras una terapia hormonal que había comenzado años atrás y una serie de intervenciones quirúrgicas, mostró su transformación y confesó que la condición de mujer la había sentido y ocultado durante toda su vida. El 1 de junio de 2015 posó para la fotógrafa Annie Leibovitz, siendo sus primeros retratos como Caitlyn, y que ilustrarían la portada y el reportaje central de la revista Vanity Fair en su edición de junio de ese año. Meses más tarde, cambió legalmente su nombre a Caitlyn Marie Jenner y su género a femenino. Desde 2015 a 2016, Jenner protagonizó la serie de telerrealidad, I Am Cait, que se centró en su transición de género.

## Carrera política

### Elecciones de California de 2021
El 22 de abril del 2021, Jenner, anunció que había presentado los documentos necesarios para presentarse en representación del Partido Republicano a la gobernación de California en la elección revocatoria de 2021, en un intento de convertirse en la primera mujer transgénero estadounidense en acceder a dicho cargo. Jenner se ha descrito a sí misma como fiscalmente conservadora, mientras que es liberal en aspectos sociales. A pesar de apoyar al presidente Donald Trump en su primera elección, revocó su apoyo en 2016 debido a profundas discrepancias con su política en torno a la comunidad trans.

## Controversias
En febrero de 2015 se vio involucrada en un accidente de tráfico en el que falleció una mujer de nombre Kim Howe tras ser impactado su coche por detrás por la camioneta conducida por Jenner, que viajaba a alta velocidad. No obstante, los fiscales rechazaron presentar cargos por homicidio.